# Dolánky nad Ohří
Obec Dolánky nad Ohří se nachází v okrese Litoměřice v Ústeckém kraji asi sedm kilometrů jihovýchodně od Litoměřic při pravobřežní hraně nivy řeky Ohře pod severozápadním úbočím vrchu Skála (209 m n. m.). Žije zde 284 obyvatel.

## Historie
Jméno vsi, tehdy ještě v původní podobě Dolany figuruje spolu s nedalekými Ploskovicemi v nejstarší dochované českojazyčné písemnosti, přípisku k zakládací listině litoměřické kapituly, ustavené roku 1057: Wlah dalgest dolas zemu bogu isuiatemu scepanu… (tzn. Vlach daroval v Dolanech pozemky Bohu a svatému Štěpánu…).

## Obyvatelstvo
|           | 1869 | 1880 | 1890 | 1900 | 1910 | 1921 | 1930 | 1950 | 1961 | 1970 | 1980 | 1991 | 2001 | 2011 |
| --------- | ---- | ---- | ---- | ---- | ---- | ---- | ---- | ---- | ---- | ---- | ---- | ---- | ---- | ---- |
| Obyvatelé | 494  | 635  | 679  | 647  | 659  | 637  | 651  | 477  | 450  | 405  | 319  | 251  | 225  | 258  |
| Domy      | 80   | 117  | 125  | 125  | 126  | 128  | 143  | 160  | 150  | 144  | 118  | 145  | 145  | 153  |

## Pamětihodnosti
- Kostel svatého Jiljí ve vyvýšené poloze nad návsí v jižní části obce. K jihu orientovaný, obklopen nevelkým bývalým hřbitovem, s návsí spojen schodištěm. Původně gotický, barokně přestavěn v letech 1674 až 1676. Dnes v silně zanedbaném stavu.
- Zděná barokní zvonice čtyřbokého půdorysu ve východním sousedství kostela. Taktéž chátrající.
- Fara v jihovýchodním sousedství kostela a zvonice. Pozdně barokní z let 1788 až 1791. Patrová, s mansardovou střechou.
- Kaple Panny Marie nad pramenem ve vsi. Kruhová, pozdně barokní z konce 18. století.
- Renesanční boží muka při výjezdu na hlavní silnici jihovýchodně od kostela. Válcový sloup se čtyřbokou výklenkovou hlavicí, zakončenou soškou Krista Trpitele, pochází z roku 1597.
- Dům č. p. 21, empírový, s klenutou branou do dvora a sluncovými vraty.
- Dům č. p. 22 se secesním průčelím.
- Pomník padlým v 1. světové válce, doplněný pamětní deskou obětí nacistické okupace. Na návsi, naproti obecnímu úřadu.
- Spodek zrušené vlečky Hrdly – cukrovar Doksany s několika dochovanými propustky, dnes využit jako cesta, procházející obcí v severojižním směru.
- Dvojice výklenkových kapliček z 19. století jižně od Dolánek, při pravé straně silnice do Doksan, již stojí v katastrálním území Doksan.

## Galerie

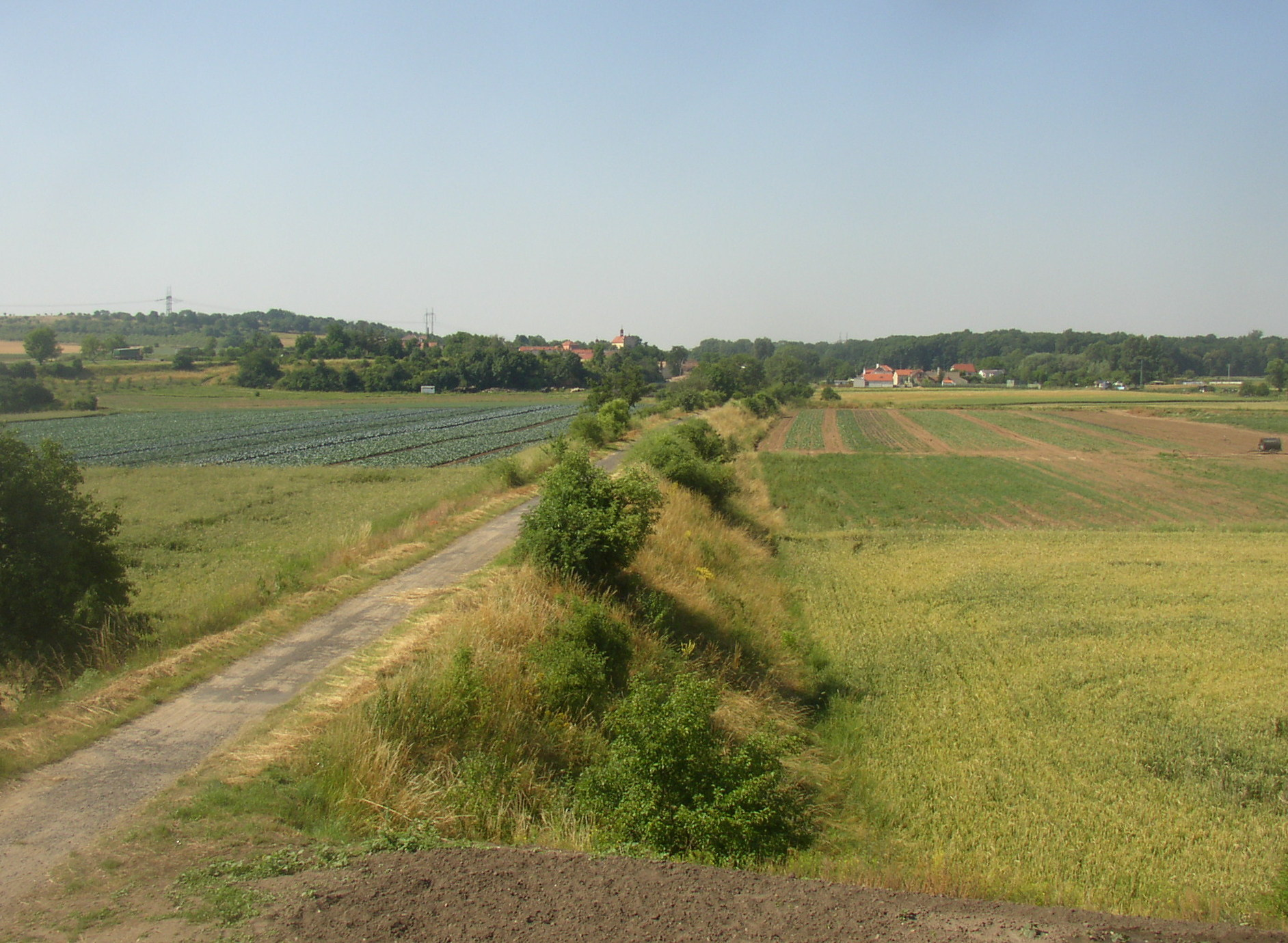
Celkový pohled na Dolánky od severu, vlevo vrch Skála, v popředí těleso zrušené vlečky do doksanského cukrovaru
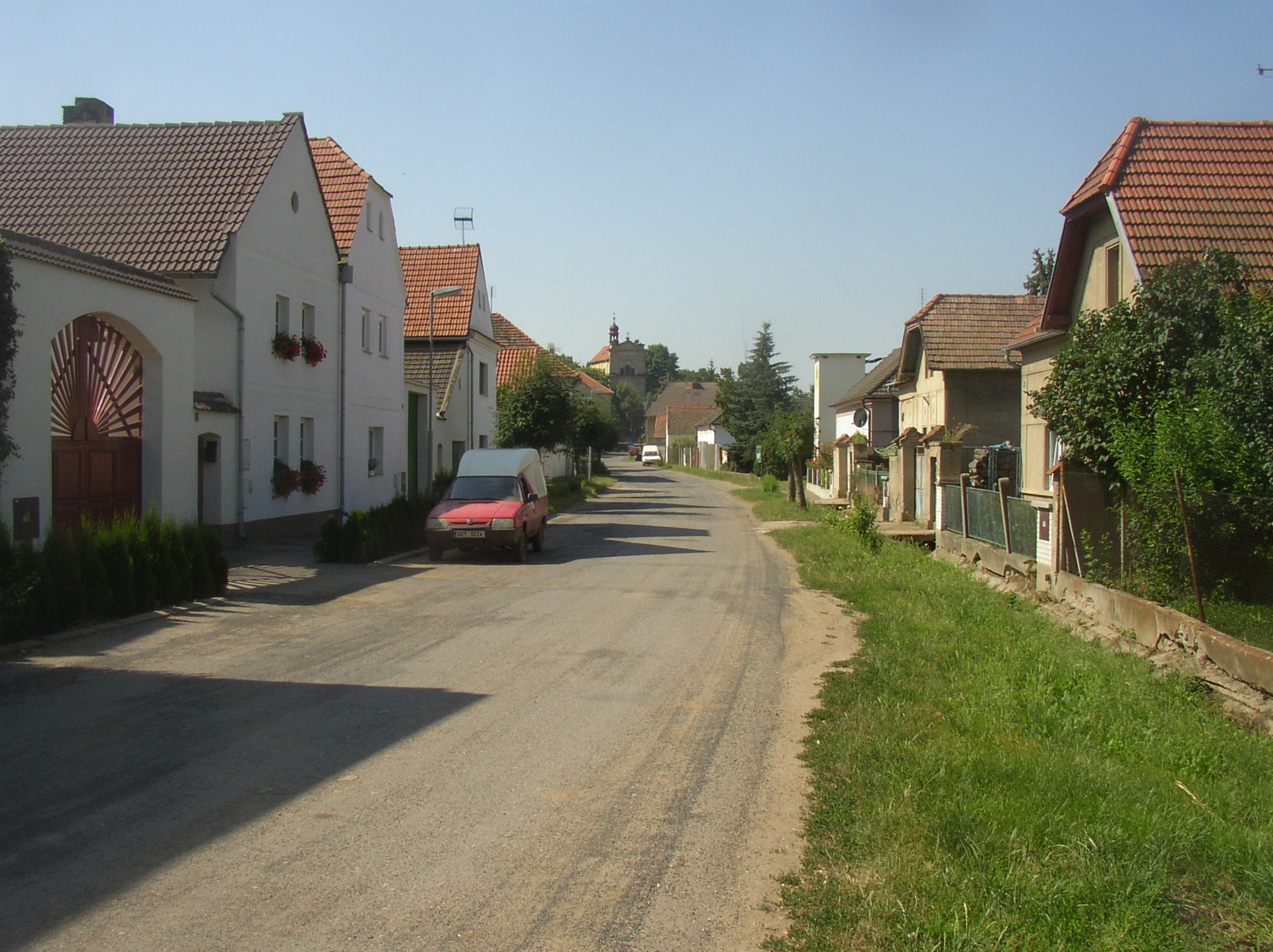
Hlavní ulice v severní části obce
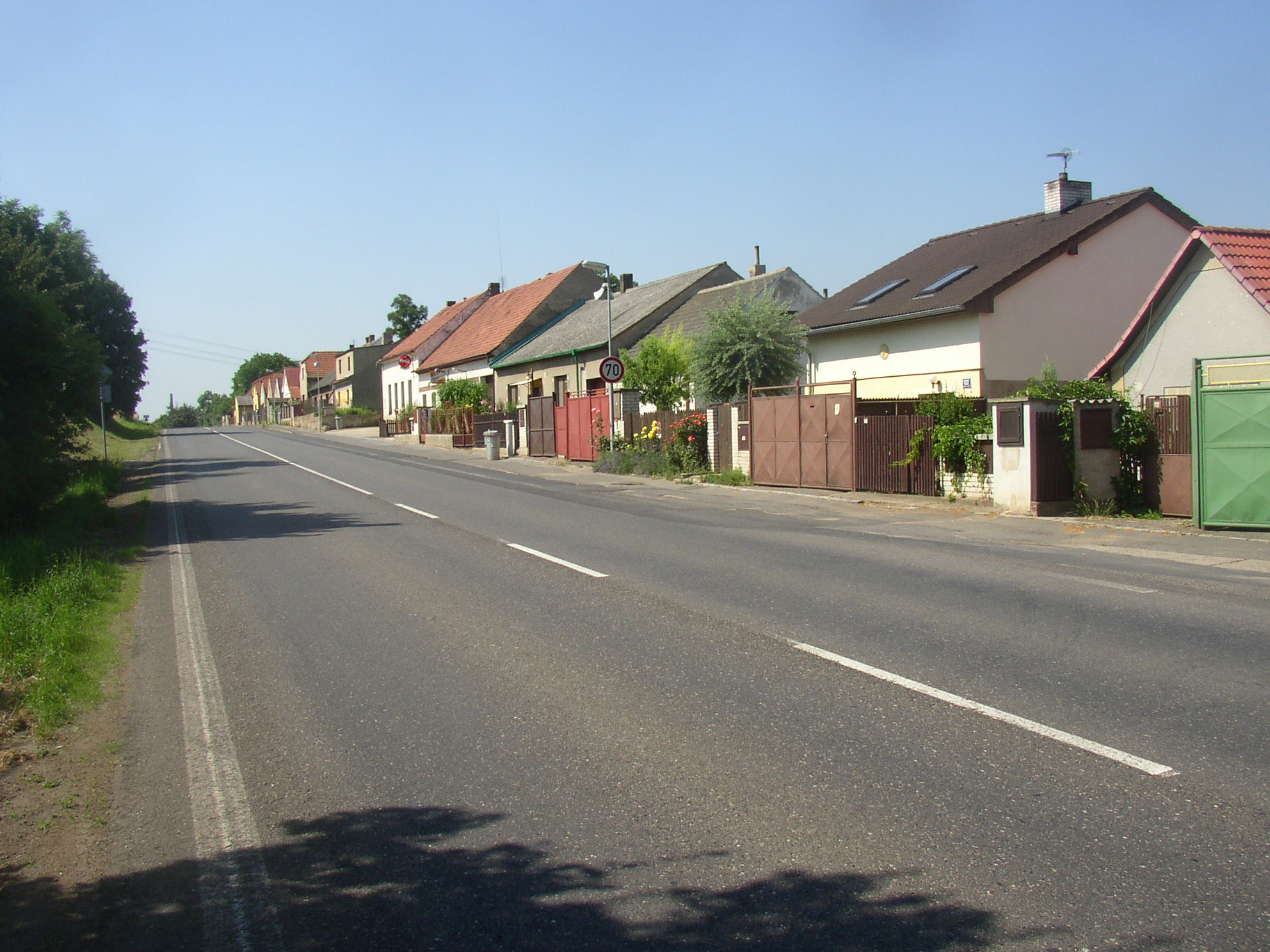
Silnice do Doksan na jihovýchodním okraji obce
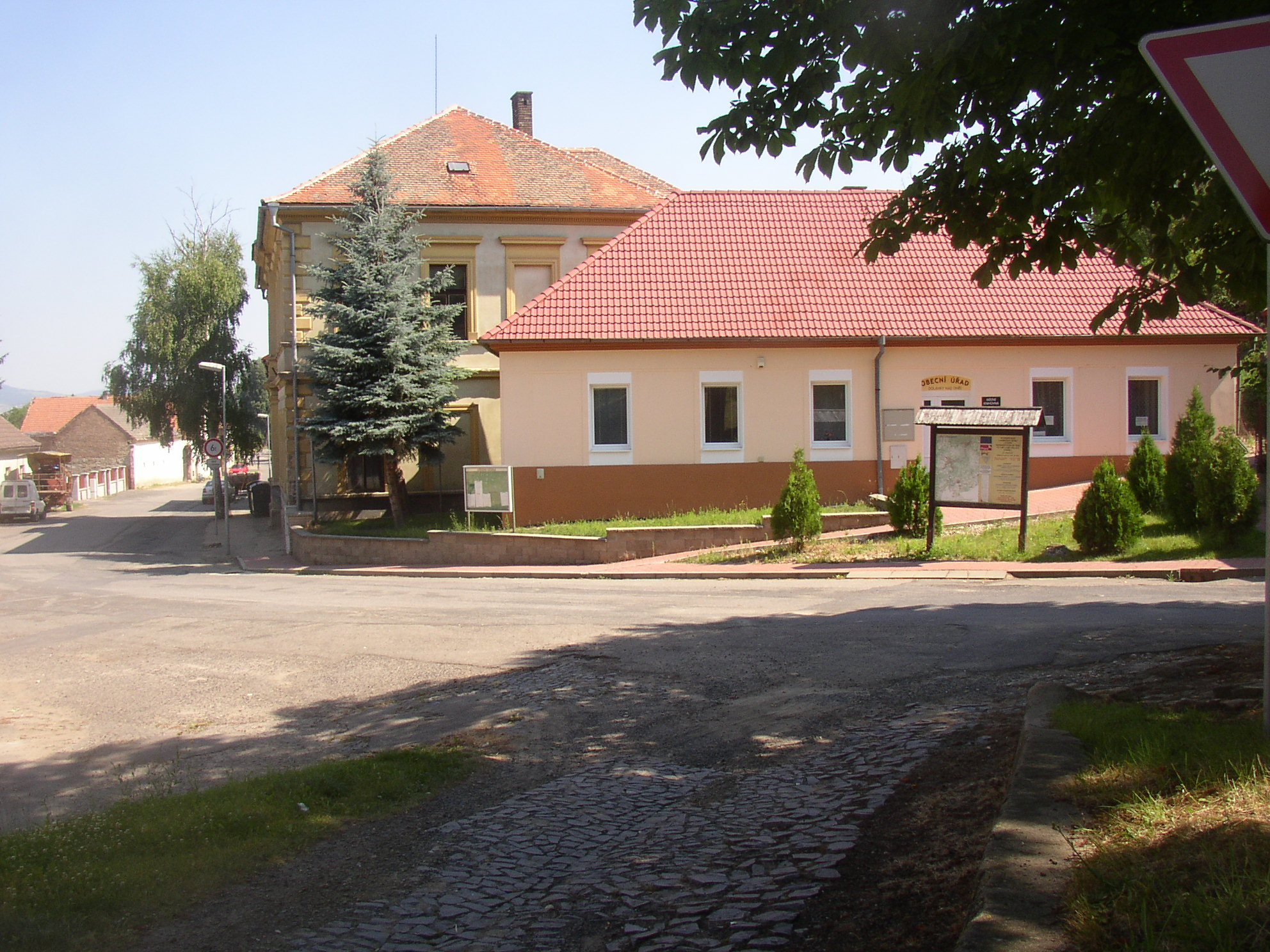
Obecní úřad na návsi pod kostelem
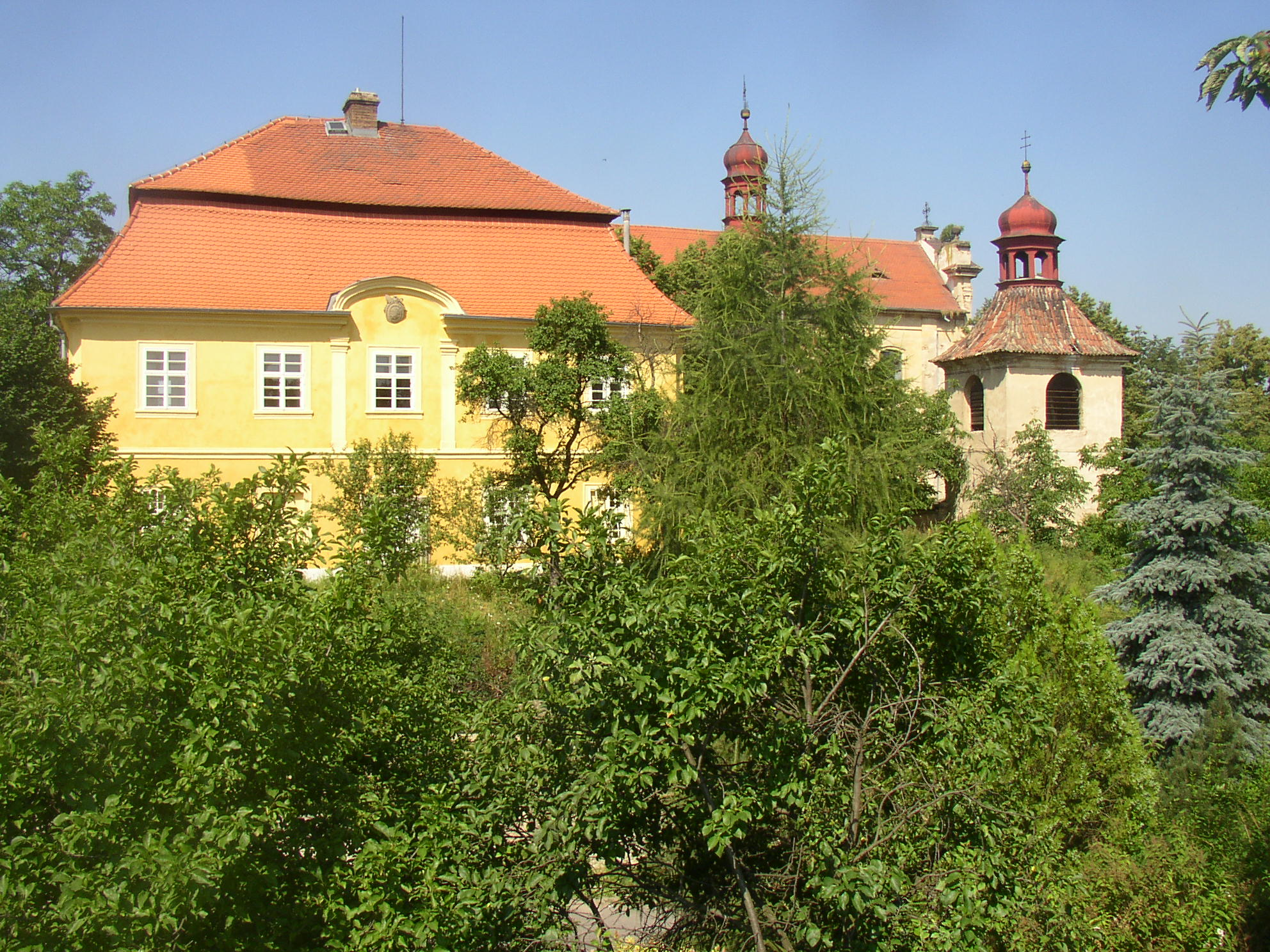
Fara, kostel sv. Jiljí a zvonice od východu, ze silnice Doksany - Hrdly
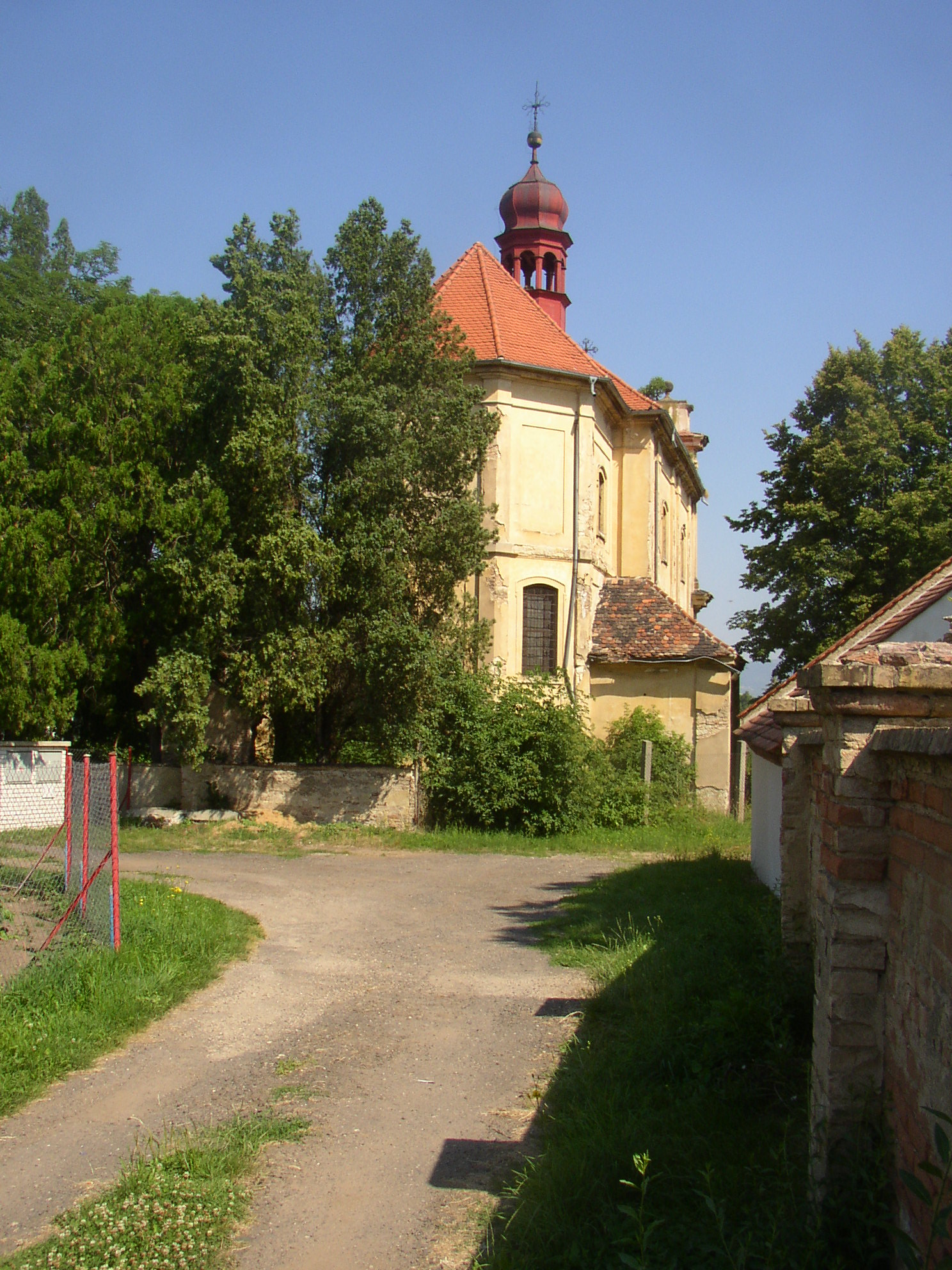
Kostel sv. Jiljí od jihovýchodu
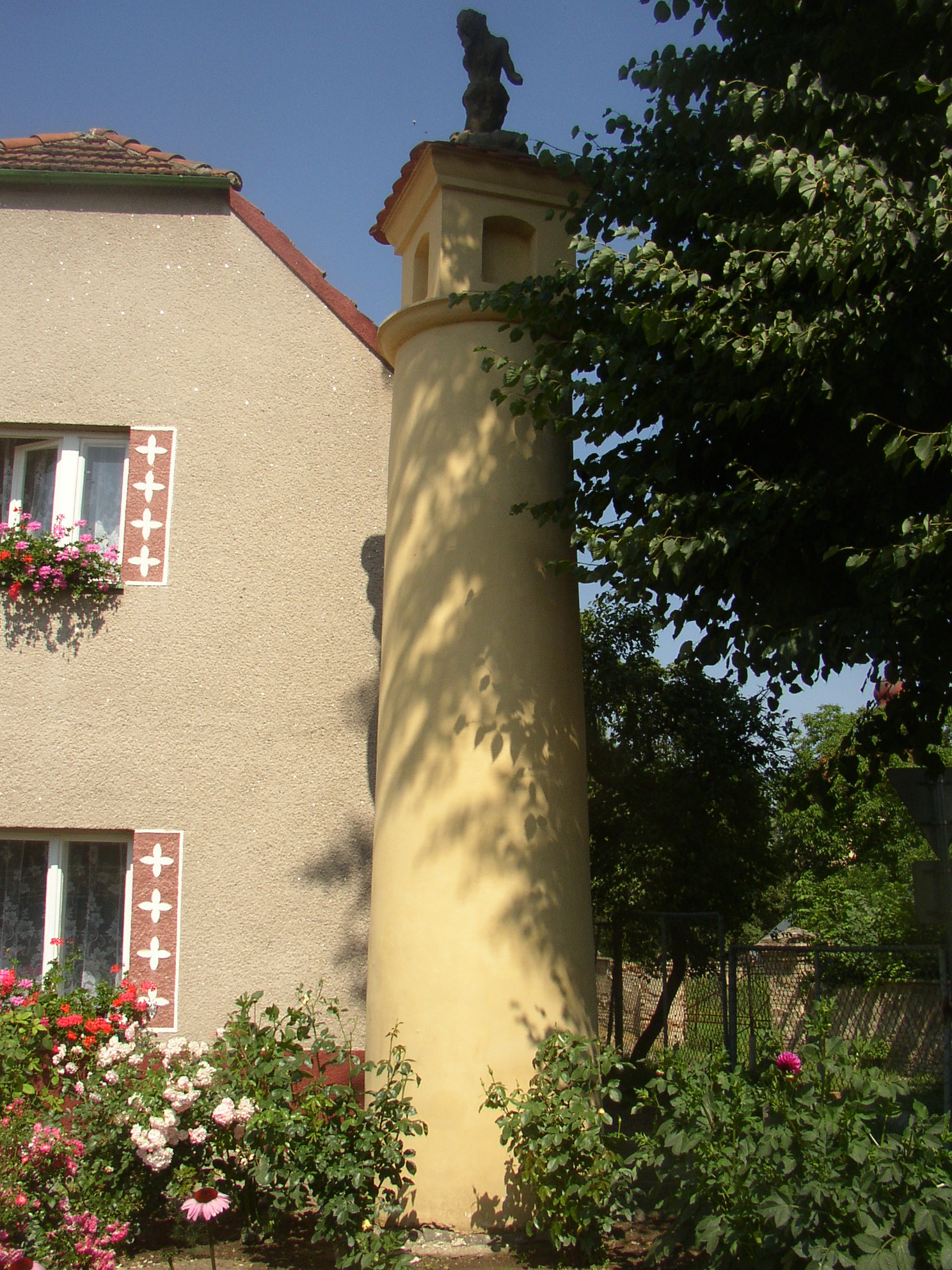
Renesanční boží muka na rohu ulic poblíž fary
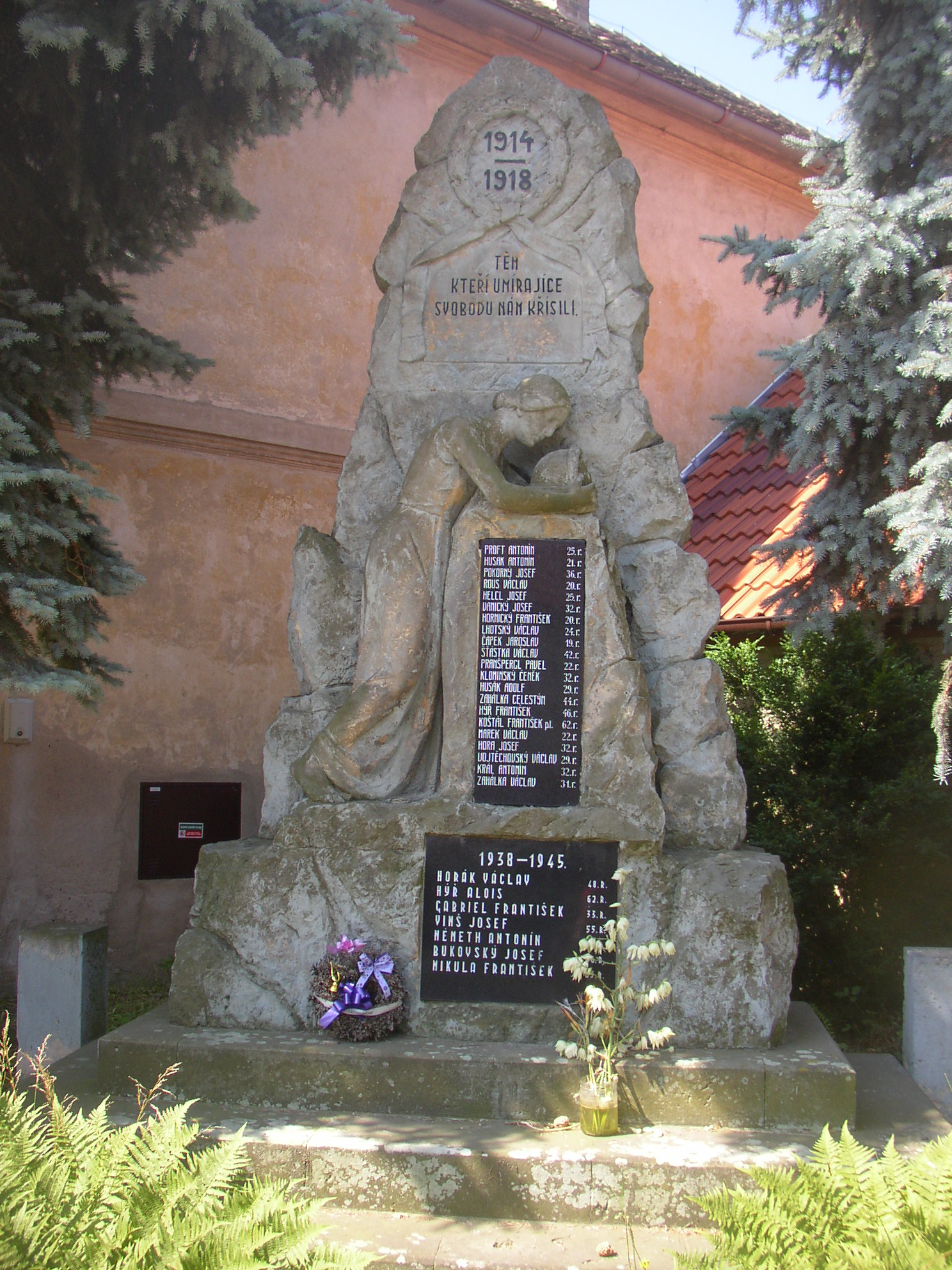
Pomník obětem světových válek